# Massalavés (ort)
Masalavés är en kommunhuvudort i Spanien.   Den ligger i provinsen Província de València och regionen Valencia, i den östra delen av landet, 300 km sydost om huvudstaden Madrid. Masalavés ligger 36 meter över havet och antalet invånare är 1 535.
Terrängen runt Masalavés är platt österut, men västerut är den kuperad. Terrängen runt Masalavés sluttar österut.Runt Masalavés är det ganska tätbefolkat, med 239 invånare per kvadratkilometer. Närmaste större samhälle är Alzira, 7,7 km öster om Masalavés. Trakten runt Masalavés består till största delen av jordbruksmark.